# Grande Prêmio da Toscana de 2020
O Grande Prêmio da Toscana de 2020 (formalmente denominado Formula 1 Gran Premio della Toscana Ferrari 1000) foi a nona etapa do Campeonato Mundial de 2020 da Fórmula 1. Foi disputada em 13 de setembro de 2020 no Circuito de Mugello, na Toscana, Itália, que recebeu uma corrida de Fórmula 1 pela primeira vez na história, em virtude das mudanças no calendário provocadas pela pandemia de COVID-19. O evento marcou a primeira corrida do Grande Prêmio da Toscana, que foi criado para diferenciar a segunda corrida realizada no país do Grande Prêmio da Itália, que foi a etapa anterior.

## Relatório

### Treino Classificatório

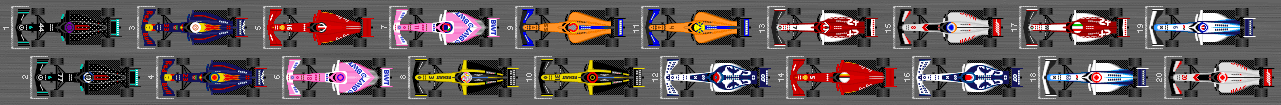
Grid de Largada

Q1
Q2
Q3

### Corrida
Pré-Corrida
Minutos antes da largada, na volta de saída dos boxes, Max Verstappen reportou problemas no motor Honda que empurra na Red Bull. Os instantes que antecederam o início da prova foram de muito trabalho para a equipe taurina, que conseguiu deixar o carro do holandês pronto para a partida.
Primeira Largada
A primeira volta da mais nova corrida da Fórmula 1 foi marcada por uma verdadeira bagunça. Antes, na largada, Valtteri Bottas tracionou melhor que Lewis Hamilton e assumiu a liderança. Verstappen, logo no começo, despencou no pelotão e foi um dos pilotos envolvidos na grande confusão ocorrida na curva 2: Pierre Gasly teve seu carro prensado entre a Alfa Romeo de Kimi Räikkönen e a Haas de Romain Grosjean.
Envolvido no incidente, Verstappen foi acertado e parou na caixa de brita, onde não conseguiu sair. O francês, vencedor do último GP da Itália, também abandonou. Sebastian Vettel também teve o carro acertado após uma rodada de Carlos Sainz, que se chocou com a Racing Point de Lance Stroll. O tetracampeão teve de parar nos boxes para trocar a asa dianteira, enquanto o safety-car foi acionado para a retirada dos detritos da pista.
A bandeira amarela vigorou até a sexta volta e tinha Bottas na frente, seguido por Hamilton, Charles Leclerc, Alexander Albon e Stroll em quinto.
Quando os pilotos receberam a determinação para a relargada, Bottas, que puxava o pelotão, vinha muito lento e ziguezagueando para abrir a volta depois que a luz verde foi acionada. O que aconteceu em seguida foi outra grande confusão. Quem vinha atrás foi envolvido em uma batida que, por muito pouco, não trouxe maiores consequências.
Antonio Giovinazzi chegou a sair do chão com sua Alfa Romeo, e o bate-bate ali no meio fez com que Kevin Magnussen, Sainz e Nicholas Latifi batessem forte uns nos outros e de maneira determinante para abandonos. Outros também se envolveram de forma mais leve. No rádio, Romain Grosjean soltou os cachorros para cima de Bottas por ter segurado a fila. “Foi estúpido o que fez seja quem esteja à frente. Querem nos matar?”, bradou.
A direção de prova preferiu chamar a bandeira vermelha para limpar o traçado e, enfim, tentar começar a corrida. Depois que a Renault confirmou que Esteban Ocon também estava fora da corrida por superaquecimento dos freios, o francês se unia a Latifi, Magnussen, Giovinazzi, Sainz, Verstappen e Gasly. A corrida passava a ter somente 13 carros.
Com a bandeira vermelha, as equipes aproveitaram o ensejo para fazer a troca de pneus. Assim, por exemplo, Bottas e Hamilton foram para a sequência da prova com os compostos médios.
Segunda Largada
A relargada, parada, conforme diz o regulamento, foi dada na volta 10 da corrida. Valtteri saiu na frente, mas Hamilton tracionou melhor , emparelhou lado a lado na curva 1, a San Donato, e conseguiu fazer a ultrapassagem. Leclerc aparecia em terceiro, seguido por Stroll, Sergio Pérez, Daniel Ricciardo e Alexander Albon.
Hamilton tinha uma vantagem controlada de 1s5 para Bottas na volta 15, enquanto Leclerc sofria para segurar a ‘Mercedes rosa’ de Stroll. Já o outro carro da Racing Point, o de Pérez, era ultrapassado pela Renault de Ricciardo, que vinha forte para a sequência da corrida.
Leclerc realmente não conseguiu fazer frente aos carros que vinham atrás. Stroll tirou proveito da melhor performance da Racing Point e fez a ultrapassagem para subir para terceiro depois de boas voltas seguindo a Ferrari. Ricciardo, ao contrário, não perdeu tempo e logo superou o monegasco. Por sua vez, Pérez, em má fase, era batido por Albon, que era outro a superar o carro #16 de Charles.
Leclerc era o sétimo, depois de ter sido ultrapassado por Pérez, quando parou para fazer o pit-stop. O chamado plano C consistia em uma troca de pneus e a sequência da corrida com pneus duros. O piloto de 22 anos caiu para 13º e último dentre os que estavam na pista, enquanto um apagado Vettel vinha só em décimo.
Confiante em poder dar o ‘pulo do gato’ contra Hamilton, Bottas pediu à Mercedes o tipo de pneu contrário ao que o britânico escolhesse para o último stint da corrida. Stroll tinha algum alívio depois que Ricciardo fez seu pit-stop. O pit-lane tinha boa movimentação com as paradas também de Pérez, Vettel e Grosjean. Quem se deu mal foi Räikkönen, com problemas no trabalho feito pela Alfa Romeo.
Logo depois de pedir uma estratégia diferente, Bottas perdeu tempo na pista e viu a diferença para Hamilton subir para 6s8 na volta 31. O finlandês reclamava de desgaste excessivo do pneu dianteiro esquerdo antes de partir para a troca. A Mercedes colocou compostos duros para Valtteri ir até o fim da corrida sem nova parada. Na volta seguinte, foi Hamilton quem fez o pit-stop e seguiu na corrida também com pneus duros.
Enquanto Bottas reclamava dos pneus, Ricciardo fazia o chamado ‘undercut’ e superava Stroll depois do pit-stop do canadense. O australiano estava cada vez mais perto de levar a Renault ao pódio pela primeira vez desde Nick Heidfeld no GP da Malásia de 2011.
Hamilton controlava uma vantagem de cerca de 6s para Bottas, que torcia por um safety-car, Ricciardo era o terceiro e vinha seguido por Stroll e Albon. Leclerc lutava por posição com a AlphaTauri de Daniil Kvyat quando a Ferrari o chamou para um novo pit-stop. O monegasco fez seu último stint com pneus médios.
Se a corrida foi incrivelmente agitada e acidentada nas primeiras voltas, o terço final da disputa caminhava de forma bem mais tranquila, até monótona. Até que, na volta 43, Stroll enfrentou um furo no pneu enquanto percorria a segunda ‘perna’ da curva Arrabbiata e bateu forte na barreira de pneus. Com o novo acionamento do safety-car, Bottas logo de imediato foi o primeiro a fazer novo pit-stop e arriscar tudo ao trocar os pneus duros pelos macios. Hamilton também fez a parada e se manteve na frente com a bandeira amarela.
Mas com 45 voltas, a direção de prova acionou pela segunda vez a bandeira vermelha na corrida. A alegação foi que era preciso arrumar a barreira de pneus avariada após a batida de Stroll. Durante o processo de remoção, o carro do canadense pegou e ficou praticamente destruído.
Durante a interrupção, a direção de prova anunciou uma determinação incomum e pediu para Grosjean e Räikkönen, 11º e 12º, respectivamente, passarem a fila de carros e descontassem a volta que tinham de desvantagem. Ao mesmo tempo, o finlandês era investigado por ter entrado no pit-lane sem ainda ter permissão para tal, do mesmo jeito que aconteceu com Hamilton e Giovinazzi em Monza semana passada.
Terceira Largada
Os pilotos partiram para uma nova largada todos usando pneus macios para as voltas finais da corrida. Hamilton alinhou novamente na posição de pole, lado a lado com Bottas, enquanto Ricciardo era o terceiro e Albon completava a segunda fila.
Hamilton largou muito bem e não deu chances a Bottas, que partiu mal e foi superado por Ricciardo. Albon manteve o quarto posto, à frente de Pérez, Lando Norris, Kvyat, Leclerc e Räikkönen. Só que o finlandês teve de pagar punição pela infração cometida antes de nova entrada do safety-car. Russell, que mostrava até ter chances de pontuar, despencou para a última posição na pista com a Williams.
Ricciardo não teve como segurar Bottas, que fez a ultrapassagem na volta seguinte. O australiano passou a ser atacado por Albon, que buscava seu primeiro pódio na Fórmula 1.
Valente, Albon emparelhou com Ricciardo na curva San Donato e fez a ultrapassagem para subir ao terceiro lugar na corrida na volta 51. Em seguida, o anglo-tailandês apertou o ritmo e até se aproximou de Bottas. Mas Bottas não apenas respondeu, como encostou em Hamilton. Só que o hexacampeão controlou a vantagem e conseguiu manter a diferença na casa de 1s5, abriu bem mais no fim e chegou a outra vitória histórica na Fórmula 1.

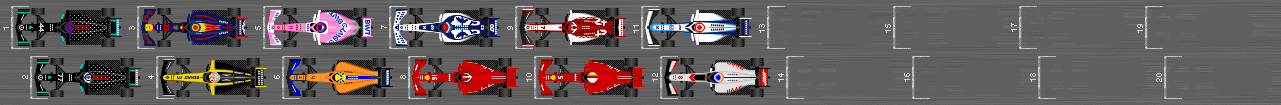
Resultado da Corrida

## Pneus
| Nome do composto | Cor | Banda de rolamento | Condições de Tempo | Dry Type                           | Aderência       | Longevidade   |
| ---------------- | --- | ------------------ | ------------------ | ---------------------------------- | --------------- | ------------- |
| Macio (C4)       |     | Slick (P Zero)     | Seco               | Soft                               | Mais aderência  | Menos durável |
| Médio (C3)       |     | Slick (P Zero)     | Seco               | Medium                             | Médio           | Médio         |
| Duro (C2)        |     | Slick (P Zero)     | Seco               | Hard                               | Menos aderência | Mais durável  |
| Intermediário    |     | Sulcos (Cinturato) | Molhado            | Intermediate (água não estagnante) | —               | —             |
| Chuva            |     | Sulcos (Cinturato) | Molhado            | Wet (água estagnante)              | —               | —             |

| Escolhas de Pneus de cada piloto para o GP da Toscana: | Escolhas de Pneus de cada piloto para o GP da Toscana: | Escolhas de Pneus de cada piloto para o GP da Toscana: | Escolhas de Pneus de cada piloto para o GP da Toscana: | Escolhas de Pneus de cada piloto para o GP da Toscana: | Escolhas de Pneus de cada piloto para o GP da Toscana: |
| ------------------------------------------------------ | ------------------------------------------------------ | ------------------------------------------------------ | ------------------------------------------------------ | ------------------------------------------------------ | ------------------------------------------------------ |
| Nº                                                     | Pilotos                                                | Equipe(s)                                              | Duro                                                   | Médio                                                  | Macio                                                  |
| 44                                                     | Lewis Hamilton                                         | Mercedes                                               |                                                        |                                                        |                                                        |
| 77                                                     | Valtteri Bottas                                        | Mercedes                                               |                                                        |                                                        |                                                        |
| 5                                                      | Sebastian Vettel                                       | Ferrari                                                |                                                        |                                                        |                                                        |
| 16                                                     | Charles Leclerc                                        | Ferrari                                                |                                                        |                                                        |                                                        |
| 23                                                     | Alexander Albon                                        | Red Bull Racing-Honda                                  |                                                        |                                                        |                                                        |
| 33                                                     | Max Verstappen                                         | Red Bull Racing-Honda                                  |                                                        |                                                        |                                                        |
| 3                                                      | Daniel Ricciardo                                       | Renault                                                |                                                        |                                                        |                                                        |
| 31                                                     | Esteban Ocon                                           | Renault                                                |                                                        |                                                        |                                                        |
| 8                                                      | Romain Grosjean                                        | Haas-Ferrari                                           |                                                        |                                                        |                                                        |
| 20                                                     | Kevin Magnussen                                        | Haas-Ferrari                                           |                                                        |                                                        |                                                        |
| 55                                                     | Carlos Sainz Jr.                                       | McLaren-Renault                                        |                                                        |                                                        |                                                        |
| 4                                                      | Lando Norris                                           | McLaren-Renault                                        |                                                        |                                                        |                                                        |
| 11                                                     | Sergio Pérez                                           | Racing Point-Mercedes                                  |                                                        |                                                        |                                                        |
| 18                                                     | Lance Stroll                                           | Racing Point-Mercedes                                  |                                                        |                                                        |                                                        |
| 7                                                      | Kimi Raikkonen                                         | Alfa Romeo-Ferrari                                     |                                                        |                                                        |                                                        |
| 99                                                     | Antonio Giovinazzi                                     | Alfa Romeo-Ferrari                                     |                                                        |                                                        |                                                        |
| 10                                                     | Pierre Gasly                                           | AlphaTauri-Honda                                       |                                                        |                                                        |                                                        |
| 26                                                     | Daniil Kvyat                                           | AlphaTauri-Honda                                       |                                                        |                                                        |                                                        |
| 6                                                      | Nicholas Latifi                                        | Williams-Mercedes                                      |                                                        |                                                        |                                                        |
| 63                                                     | George Russell                                         | Williams-Mercedes                                      |                                                        |                                                        |                                                        |

## Resultados

### Treino Classificatório
| 1                        | 44 | Lewis Hamilton     | Mercedes              | 1:15.778 | 1:15.309  | 1:15.144  | 1   |
| 2                        | 77 | Valtteri Bottas    | Mercedes              | 1:15.749 | 1:15.322  | 1:15.203  | 2   |
| 3                        | 33 | Max Verstappen     | Red Bull Racing-Honda | 1:16.335 | 1:15.471  | 1:15.509  | 3   |
| 4                        | 23 | Alexander Albon    | Red Bull Racing-Honda | 1:16.527 | 1:15.914  | 1:15.954  | 4   |
| 5                        | 16 | Charles Leclerc    | Ferrari               | 1:16.698 | 1:16.324  | 1:16.270  | 5   |
| 6                        | 11 | Sergio Pérez       | Racing Point-Mercedes | 1:16.596 | 1:16.489  | 1:16.311  | 7 1 |
| 7                        | 18 | Lance Stroll       | Racing Point-Mercedes | 1:16.701 | 1:16.271  | 1:16.356  | 6   |
| 8                        | 3  | Daniel Ricciardo   | Renault               | 1:16.981 | 1:16.243  | 1:16.543  | 8   |
| 9                        | 55 | Carlos Sainz Jr.   | McLaren-Renault       | 1:16.993 | 1:16.522  | 1:17.870  | 9   |
| 10                       | 31 | Esteban Ocon       | Renault               | 1:16.825 | 1:16.297  | Sem tempo | 10  |
| 11                       | 4  | Lando Norris       | McLaren-Renault       | 1:16.895 | 1:16.640  | —         | 11  |
| 12                       | 26 | Daniil Kvyat       | AlphaTauri-Honda      | 1:16.928 | 1:16.8542 | —         | 12  |
| 13                       | 7  | Kimi Räikkönen     | Alfa Romeo-Ferrari    | 1:17.059 | 1:16.8542 | —         | 13  |
| 14                       | 5  | Sebastian Vettel   | Ferrari               | 1:17.072 | 1:16.858  | —         | 14  |
| 15                       | 8  | Romain Grosjean    | Haas-Ferrari          | 1:17.069 | 1:17.254  | —         | 15  |
| 16                       | 10 | Pierre Gasly       | AlphaTauri-Honda      | 1:17.125 | —         | —         | 16  |
| 17                       | 99 | Antonio Giovinazzi | Alfa Romeo-Ferrari    | 1:17.220 | —         | —         | 17  |
| 18                       | 63 | George Russell     | Williams-Mercedes     | 1:17.232 | —         | —         | 18  |
| 19                       | 6  | Nicholas Latifi    | Williams-Mercedes     | 1:17.320 | —         | —         | 19  |
| 20                       | 20 | Kevin Magnussen    | Haas-Ferrari          | 1:17.348 | —         | —         | 20  |
| Tempo dos 107%: 1:21.051 |    |                    |                       |          |           |           |     |
| Fonte:                   |    |                    |                       |          |           |           |     |

Notas
- ↑1  – Sergio Pérez recebeu uma penalidade de um lugar no grid por causar uma colisão com Kimi Räikkönen durante a segunda sessão de treinos livres.[6]
- ↑2  – Daniil Kvyat e Kimi Räikkönen marcaram tempos idênticos no Q2;Kvyat foi classificado à frente ao definir seu tempo de volta antes de Raikkonen.[5]

### Corrida
| 1                                                                  | 44 | Lewis Hamilton     | Mercedes              | 59 | 2:19:35.060 | 1  | 251 |
| 2                                                                  | 77 | Valtteri Bottas    | Mercedes              | 59 | +4.880s     | 2  | 18  |
| 3                                                                  | 23 | Alexander Albon    | Red Bull Racing-Honda | 59 | +8.064s     | 4  | 15  |
| 4                                                                  | 3  | Daniel Ricciardo   | Renault               | 59 | +10.417s    | 8  | 12  |
| 5                                                                  | 11 | Sergio Pérez       | Racing Point-Mercedes | 59 | +15.650s    | 7  | 10  |
| 6                                                                  | 4  | Lando Norris       | McLaren-Renault       | 59 | +18.883s    | 11 | 8   |
| 7                                                                  | 26 | Daniil Kvyat       | AlphaTauri-Honda      | 59 | +21.756s    | 12 | 6   |
| 8                                                                  | 16 | Charles Leclerc    | Ferrari               | 59 | +28.345s    | 5  | 4   |
| 9                                                                  | 7  | Kimi Räikkönen     | Alfa Romeo-Ferrari    | 59 | +29.770s    | 13 | 2   |
| 10                                                                 | 5  | Sebastian Vettel   | Ferrari               | 59 | +29.983s    | 14 | 1   |
| 11                                                                 | 63 | George Russell     | Williams-Mercedes     | 59 | +32.404s    | 18 |     |
| 12                                                                 | 8  | Romain Grosjean    | Haas-Ferrari          | 59 | +42.036s    | 15 |     |
| Ret                                                                | 18 | Lance Stroll       | Racing Point-Mercedes | 43 | Suspensão   | 6  |     |
| Ret                                                                | 31 | Esteban Ocon       | Renault               | 8  | Freios      | 10 |     |
| Ret                                                                | 6  | Nicholas Latifi    | Williams-Mercedes     | 7  | Colisão     | 19 |     |
| Ret                                                                | 20 | Kevin Magnussen    | Haas-Ferrari          | 7  | Colisão     | 20 |     |
| Ret                                                                | 99 | Antonio Giovinazzi | Alfa Romeo-Ferrari    | 7  | Colisão     | 17 |     |
| Ret                                                                | 55 | Carlos Sainz Jr.   | McLaren-Renault       | 7  | Colisão     | 9  |     |
| Ret                                                                | 33 | Max Verstappen     | Red Bull Racing-Honda | 0  | Colisão     | 3  |     |
| Ret                                                                | 10 | Pierre Gasly       | AlphaTauri-Honda      | 0  | Colisão     | 16 |     |
| volta mais rápida: Lewis Hamilton (Mercedes) – 1:18.833 (volta 58) |    |                    |                       |    |             |    |     |
| Fonte:                                                             |    |                    |                       |    |             |    |     |

## Curiosidades
- A Ferrari completou 1000 Grandes Prêmios na história da Fórmula 1 no seu circuito doméstico.
- Primeiro pódio de Alexander Albon na Fórmula 1 e se tornou o primeiro tailandês a subir no pódio da categoria.
- É o 3º GPs com três largadas, apenas 2 Grandes Prêmios anteriores tiveram 3 largadas no mesmo dia: Áustria 1987 e Bélgica 1990. Ambos receberam duas bandeiras vermelhas na primeira volta.
- Estreia de Everaldo Marques como narrador da Fórmula 1 pela Rede Globo.

## Voltas na Liderança
| Nº de Voltas | Piloto          | Voltas |
| ------------ | --------------- | ------ |
| 49           | Lewis Hamilton  | 10-59  |
| 10           | Valtteri Bottas | 1-9    |

## 2020DHLFastest Pit Stop Award

### Resultado
| 1      | 23 | Alexander Albon  | Red Bull Racing-Honda | 2.02 | 25 |
| 2      | 44 | Lewis Hamilton   | Mercedes              | 2.27 | 18 |
| 3      | 5  | Sebastian Vettel | Ferrari               | 2.40 | 15 |
| 4      | 3  | Daniel Ricciardo | Renault               | 2.44 | 12 |
| 5      | 26 | Daniil Kvyat     | Alpha Tauri-Honda     | 2.59 | 10 |
| 6      | 11 | Sergio Pérez     | Racing Point-Mercedes | 2.70 | 8  |
| 7      | 77 | Valtteri Bottas  | Mercedes              | 2.74 | 6  |
| 8      | 18 | Lance Stroll     | Racing Point-Mercedes | 2.79 | 4  |
| 9      | 4  | Lando Norris     | McLaren-Renault       | 2.85 | 2  |
| 10     | 63 | George Russell   | Williams-Mercedes     | 3.10 | 1  |
| Fonte: |    |                  |                       |      |    |

### Classificação
| Tabela do DHL Fastest Pit Stop Award \| Pos \| Construtor \| Pontos \| \| --- \| --------------------- \| ------ \| \| 1 \| Red Bull Racing-Honda \| 250 \| \| 2 \| Mercedes \| 161 \| \| 3 \| Williams-Mercedes \| 127 \| \| 4 \| Alfa Romeo-Ferrari \| 113 \| \| 5 \| Renault \| 74 \| \| 6 \| Ferrari \| 54 \| \| 7 \| AlphaTauri-Honda \| 53 \| \| 8 \| McLaren-Renault \| 49 \| \| 9 \| Racing Point-Mercedes \| 27 \| \| 10 \| Haas-Ferrari \| 1 \| |                       |        |
| Pos | Construtor            | Pontos |
| 1 | Red Bull Racing-Honda | 250    |
| 2 | Mercedes              | 161    |
| 3 | Williams-Mercedes     | 127    |
| 4 | Alfa Romeo-Ferrari    | 113    |
| 5 | Renault               | 74     |
| 6 | Ferrari               | 54     |
| 7 | AlphaTauri-Honda      | 53     |
| 8 | McLaren-Renault       | 49     |
| 9 | Racing Point-Mercedes | 27     |
| 10 | Haas-Ferrari          | 1      |

## Tabela do campeonato após a corrida
Somente as cinco primeiras posições estão incluídas nas tabelas.
| Pos | Piloto          | Pontos | Var     |
| --- | --------------- | ------ | ------- |
| 1   | Lewis Hamilton  | 190    | Estável |
| 2   | Valtteri Bottas | 135    | Estável |
| 3   | Max Verstappen  | 110    | Estável |
| 4   | Lando Norris    | 65     | Aumento |
| 5   | Alexander Albon | 63     | Aumento |

| Pos | Construtor            | Pontos | Var     |
| --- | --------------------- | ------ | ------- |
| 1   | Mercedes              | 325    | Estável |
| 2   | Red Bull Racing-Honda | 173    | Estável |
| 3   | McLaren-Renault       | 106    | Estável |
| 4   | Racing Point-Mercedes | 92     | Estável |
| 5   | Renault               | 82     | Estável |